# سراشكفت (قيلاب)
سراشکفت (بالفارسية: سراشکفت) هي قرية تقع في قسم قيلاب الريفي، بمقاطعة أنديمشك التابعة لمحافظة خوزستان، إيران. يقدر عدد سكانها بـ 74 نسمة حسب الإحصاء السكاني الذي تمّ في عام 2006.